# Dasymys sua
Dasymys sua — вид гризунів родини Мишевих, ендемік Танзанії. 

## Етимологія
Вид названий на честь Сокойнійського університету сільського господарства (Sokoine University of Agriculture, SUA) в Морогоро, інститут, який допоміг у захопленні зразків, на основі яких був описаний цей вид.

## Таксономічні примітки
Цей вид описаний як окремий вид на підставі морфометричних і генетичних відмінностей з іншими видами. Генетично цей вид пов'язаний з декількома іншими східно-африканськими видами.

## Поширення
Проживає в Морогоро в східній Танзанії, від 400 до 1600 м над рівнем моря. 